# Mistrovství světa v plavání na otevřené vodě 2010
XIV. mistrovství světa v plavání na otevřené vodě za rok 2010 proběhlo na jezeře Lac Saint-Jean, Kanada ve dnech 15. až 23. července 2010.

## Česká stopa
Česko reprezentovalo 5 závodníků.
V závodě na 5 km žen startovalo 32 závodnic – Jana Pechanová (*1981) z KPSP Kometa Brno obsadila dělené 13. místo. V plaveckém maratonu na 10 km žen startovalo 37 závodnic — Jana Pechanová (*1981) z KPSP Kometa Brno obsadila 14. místo.
V závodě na 5 km mužů startovalo 29 závodníků – Jan Pošmourný (*1988) z KPSP Kometa Brno obsadil 9. místo a Jakub Fichtl (*1984) z SK Radbuza Plzeň 27. místo. V plaveckém maratonu na 10 km mužů startovalo 37 závodníků – Jan Pošmourný (*1988) z KPSP Kometa Brno obsadil 25. místo a Jakub Fichtl (*1984) z SK Radbuza Plzeň 26. místo. V závodě na 25 km mužů startovalo 20 závodníků – Libor Smolka (*1985) z TJ Krnov obsadil 10. místo a Rostislav Vítek (*1976) z KPSP Kometa Brno 12. místo.

## Výsledky
| Muži                      | Zlato                     | Zlato     | Stříbro                      | Stříbro   | Bronz                      | Bronz     |
| ------------------------- | ------------------------- | --------- | ---------------------------- | --------- | -------------------------- | --------- |
| 5 km                      | Thomas Lurz (GER)         | 57:42,6   | Jevgenij Dratcev (RUS)       | 57:44,1   | Francis Crippen (USA)      | 57:46,5   |
| plavecký maraton na 10 km | Valerio Cleri (ITA)       | 2:00:59,3 | Jevgenij Dratcev (RUS)       | 2:01:00,6 | Vladimir Ďatčin (RUS)      | 2:01:03,0 |
| 25 km                     | Alexander Meyer (USA)     | 5:32:39,4 | Valerio Cleri (ITA)          | 5:32:40,4 | Petar Stojčev (BUL)        | 5:33:50,3 |
| Ženy                      | Zlato                     | Zlato     | Stříbro                      | Stříbro   | Bronz                      | Bronz     |
| 5 km                      | Eva Fabianová (USA)       | 1:02:00,9 | Giorgia Consigliová (ITA)    | 1:02:01,0 | Ana Marcela Cunhaová (BRA) | 1:02:02,6 |
| plavecký maraton na 10 km | Martina Grimaldiová (ITA) | 2:05:45,2 | Giorgia Consigliová (ITA)    | 2:05:57,4 | Melissa Gormanová (AUS)    | 2:05:57,9 |
| 25 km                     | Linsy Heisterová (NED)    | 5:52:13,1 | Margarita Domínguezová (ESP) | 5:55:59,3 | Célia Barrotová (FRA)      | 5:57:02,9 |

## Medailová bilance
V plavání na otevřené vodě se rozdělily celkem 6 sad medailí.
| Pořadí | Stát             |       | Muži    | Muži  | Muži  |         | Ženy  | Ženy  | Ženy    |       | Muži + Ženy | Muži + Ženy | Muži + Ženy | Celkem |
| Pořadí | Stát             | Zlato | Stříbro | Bronz | Zlato | Stříbro | Bronz | Zlato | Stříbro | Bronz |             |             |             | Celkem |
| ------ | ---------------- | ----- | ------- | ----- | ----- | ------- | ----- | ----- | ------- | ----- | ----------- | ----------- | ----------- | ------ |
| 1.     | Itálie (ITA)     |       | 1       | 1     | 0     |         | 1     | 2     | 0       |       | 2           | 3           | 0           | 5      |
| 2.     | USA (USA)        |       | 1       | 0     | 1     |         | 1     | 0     | 0       |       | 2           | 0           | 1           | 3      |
| 3.     | Německo (GER)    |       | 1       | 0     | 0     |         | 0     | 0     | 0       |       | 1           | 0           | 0           | 1      |
| 3.     | Nizozemsko (NED) |       | 0       | 0     | 0     |         | 1     | 0     | 0       |       | 1           | 0           | 0           | 1      |
| 5.     | Rusko (RUS)      |       | 0       | 2     | 1     |         | 0     | 0     | 0       |       | 0           | 2           | 1           | 3      |
| 6.     | Španělsko (ESP)  |       | 0       | 0     | 0     |         | 0     | 1     | 0       |       | 0           | 1           | 0           | 1      |
| 7.     | Bulharsko (BUL)  |       | 0       | 0     | 1     |         | 0     | 0     | 0       |       | 0           | 0           | 1           | 1      |
| 7.     | Brazílie (BRA)   |       | 0       | 0     | 0     |         | 0     | 0     | 1       |       | 0           | 0           | 1           | 1      |
| 7.     | Austrálie (AUS)  |       | 0       | 0     | 0     |         | 0     | 0     | 1       |       | 0           | 0           | 1           | 1      |
| 7.     | Francie (FRA)    |       | 0       | 0     | 0     |         | 0     | 0     | 1       |       | 0           | 0           | 1           | 1      |
| Celkem | Celkem           |       | 3       | 3     | 3     |         | 3     | 3     | 3       |       | 6           | 6           | 6           | 18     |